# Bangala (Volksgruppe)

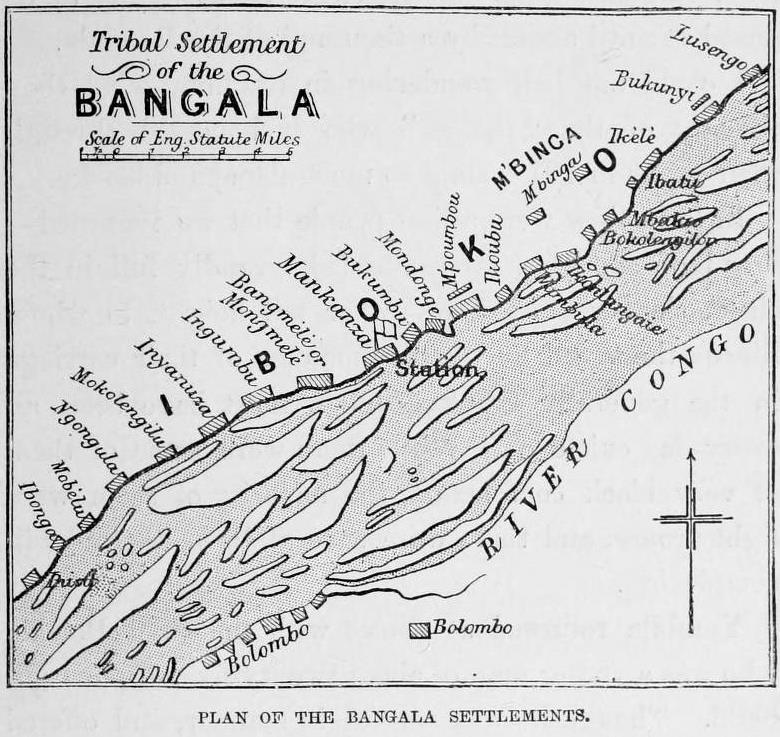
Bangala-Siedlungen nach Stanley, 1885

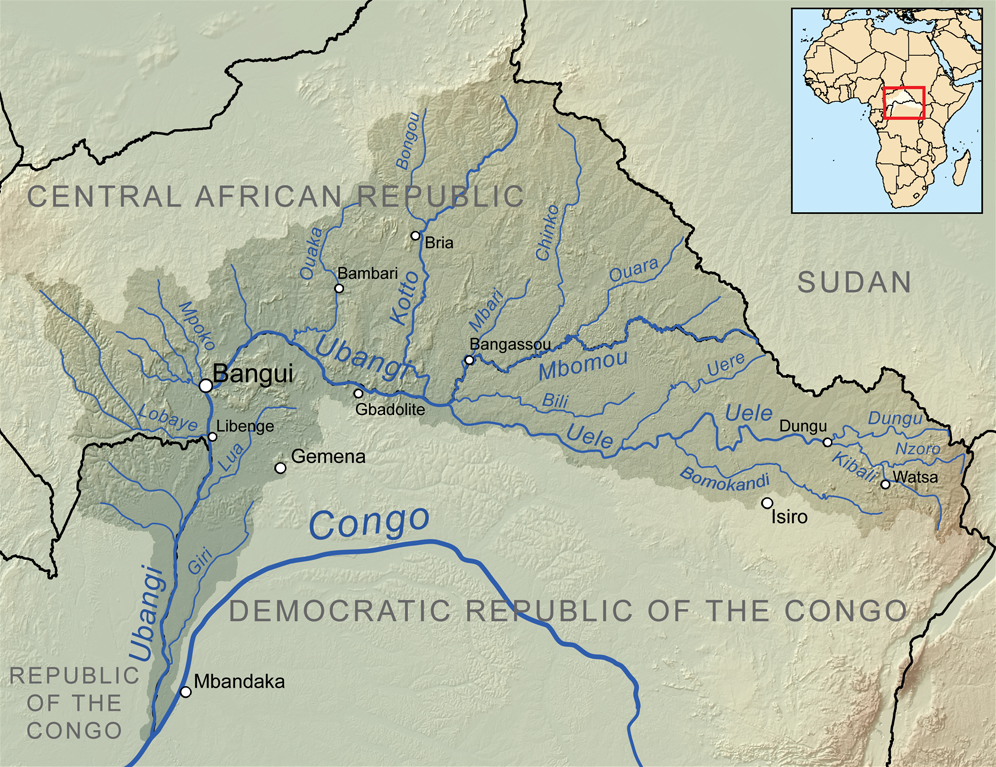
Heutige Interpretation: Gebiet zwischen Kongo und Ubangi

Bangala (auch Ngala oder Mangala) ist eine Bezeichnung der Bevölkerung zwischen den Flüssen Kongo und Ubangi. Als Bangala werden unter anderem die Ethnien Ngombe, Bobangi und Bundja bezeichnet.
Das Gebiet ist der Ursprung der Sprache Lingála, welche in der Demokratischen Republik Kongo und der Republik Kongo starke Verbreitung gefunden hat.
Der Afrikaforscher Henry Morton Stanley war der erste Europäer, der dieses Gebiet bereist und die Bezeichnung gewählt hatte. Der Ursprung des Begriffes ist unklar. Stanley verwendete die Bezeichnung zuerst nur für eine 16 km lange Reihe von Siedlungen am nördlichen Ufer des Kongo. Im Laufe der Zeit wurde die Bezeichnung auf Einwohner der Provinz Équateur ausgeweitet. Lange Zeit glaubte die Forschung an die Existenz eines Volkes Bangala, aber nach Forschungen in den 1950ern wurde diese Lehre verworfen.
Die Überhöhung des Begriffs Bangala hängt mit der Verbreitung der Sprache Lingala zusammen. Diese etablierte sich Mitte des 19. Jahrhunderts als Handelssprache am unteren Kongo, in der kolonialen Ära des Kongo-Freistaats wurde sie die Sprache des Militärs und wurde auch nach der Unabhängigkeit des Kongos durch Musik und Medien weiter verbreitet.
Trotz des künstlichen Begriffs bildete sich unter der Einheimischen eine Identität der Bangala heraus.